# Leonardo Bistolfi
Leonardo Bistolfi, född 14 mars 1859 i Casale Monferrato, död 2 september 1933, var en italiensk skulptör.
Leonardo Bistolfi var verksam i Turin. Hans rörliga realism blev mycket uppskattad, och han anlitades för flera officiella uppdrag såsom monument, medaljer och plaketter. 